# Joe Jogia
Shailesh „Joe“ Jogia (* 13. November 1975 in Leicester) ist ein englischer Snookerspieler, der mit mehreren Unterbrechungen zwischen 1994 und 2012 Profispieler war. In dieser Zeit erreichte er das Finale eines Events der Pro Challenge Series und Rang 44 der Snookerweltrangliste. Darüber hinaus gewann er als Amateur 1998 die English Open Championship. 2012 endete seine Karriere wegen einer zweijährigen Sperre wegen Wettbetrugs.

## Karriere
Jogia heißt bürgerlich Shailesh Jogia. Seinen Spitznamen „Joe“ gab ihm die Mutter von Willie Thorne. 1994 erreichte Jogia das Halbfinale der Qualifikation für die English Amateur Championship, sodass er sich entschied, zur Saison 1994/95 Profispieler zu werden. In den folgenden drei Jahren konnte er keine nennenswerten Ergebnisse erzielen, weshalb seine Weltranglistenposition nicht für einen Klassenerhalt ausreichte, als der Modus der Profitour 1997 geändert wurde. Da Jogia die Chance zur Wiederqualifikation über die WPBSA Qualifying School verpasste, verlor er die Berechtigung zum Spielen auf der richtigen Profitour und musste in der folgenden Saison auf der UK Tour spielen. Dort konnte er aber ebenfalls keine guten Ergebnisse erzielen. Allerdings gewann er 1998 gegen Stuart Bingham die English Open Championship, eine Art offene englische Meisterschaft. Dadurch durfte er an der Amateurweltmeisterschaft 1998 teilnehmen und erreichte dort prompt das Achtelfinale. Alles in allem durfte er in der Saison 1998/99 auf die Profitour zurückkehren. Da er aber kaum an Turnieren teilnahm, wurde er nach nur einer Saison wieder degradiert.
Nach einer Saison auf der UK Tour durfte Jogia in der Saison 2000/01 wieder richtiger Profi sein, doch seine Ergebnisse reichten wieder nicht aus, um sich länger als eine Saison auf der Profitour zu halten. In den folgenden drei Spielzeiten spielte er auf der Challenge Tour, dem Namensnachfolger der UK Tour. Dort konnte er regelmäßig recht gut abschneiden. So landete er bei der Challenge Tour 2001/02 nur knapp außerhalb der Top 8, die ihm die Rückkehr auf die Main Tour ermöglicht hätten. Weitere Erfolgsmomente erlebte er 2002/03 auf der WSA Open Tour. Über den zwölften Platz in der Endwertung der Challenge Tour 2003/04 durfte er zur Saison 2004/05 wieder Profispieler werden, da in dieser Saison über die Challenge Tour mehr Startberechtigungen angeboten wurden als noch zwei Jahre zuvor. Da er beim Grand Prix und bei den British Open die Runde der letzten 32 erreichte, platzierte er sich mit Rang 63 knapp in den sicheren Top 64 und konnte daher seinen Profistatus behalten. Auch seine Ergebnisse in der folgenden Saison reichten dafür aus, doch nach der Saison 2006/07 misslang ihm dies. Allerdings rettete sich Jogia über die Einjahreswertung in ein weiteres Profijahr. In diesem verschlechterten sich seine Ergebnisse aber, sodass er Mitte 2008 seinen Profistatus wirklich verlor.
In der folgenden Saison spielte Jogia auf der Pontin’s International Open Series 2008/09 und das mit einigem Erfolg. Dadurch belegte er Platz 1 der Abschlusstabelle. Da er aber nicht Mitglied seines Nationalverbandes war, wurde ihm die eigentlich damit verbundene automatische Qualifikation für Profitour nicht gegeben. Der Weltverband gab ihm aber schließlich eine Wildcard, wodurch er zur Saison 2009/10 Profispieler wurde. Abgesehen von einer Finalteilnahme bei der unwichtigen Pro Challenge Series waren aber seine Ergebnisse recht enttäuschend. Dadurch beendete er die Saison mit Platz 72 außerhalb der Top 64, wodurch ihm erneut der Verlust des Profistatus drohte. Doch wie schon 2007 rettete er sich über die Einjahreswertung. Durch gute Ergebnisse im Rahmen der Players Tour Championship schaffte es Jogia dann, sich auf Platz 49 der Weltrangliste zu platzieren. Daran konnte er in der folgenden Saison anknüpfen, wodurch er zeitweise auf Platz 44, zumindest aber in den sicheren Top 64 geführt wurde.
Dann folgte aber eine Zäsur. Zuvor waren auf ein geplantes Spiel von Jogia gegen Matthew Selt beim Snooker Shoot-Out 2012 ungewöhnlich viele hohe Wetten auf Selts Sieg abgeschlossen worden, sodass das Spiel zunächst verschoben wurde, um einen möglichen Wettbetrug untersuchen zu können. Jogia zog sich daraufhin vom Turnier zurück, wobei er eine Verletzung als Ursache für den Rückzug angab. Dennoch begann der Weltverband Ermittlungen, durch die öffentlich wurde, dass die betreffenden Wetten von zwei Bekannten Jogias platziert worden waren, mit denen er im betreffenden Zeitraum in überdurchschnittlich frequentem Kontakt gestanden hatte. Somit ging der Weltverband aus, dass Jogia geplant hatte, das Spiel absichtlich zu verlieren, die Regeln bezüglich Wettbetrugs und Spielabsprachen also zu brechen. Dadurch sperrte ihn der Weltverband für zwei Jahre, wodurch Jogia 2012 seinen Profistatus verlor. Jogia wollte ursprünglich die Sperre gerichtlich anfechten, zog diesen Einwand später aber zurück, laut eigener Angabe aus finanziellen Gründen. Jogia drohte anschließend mit Enthüllungen über angebliche Korruption in der Snooker-Welt. Darüber hinaus gab er bekannt, mit dem Snooker abgeschlossen zu haben und sich einen anderen Job suchen zu wollen.

## Erfolge
| Ausgang         | Jahr | Turnier                                              | Finalgegner    | Ergebnis |
| --------------- | ---- | ---------------------------------------------------- | -------------- | -------- |
| Amateurturniere |      |                                                      |                |          |
| Sieger          | 1998 | English Open Championship                            | Stuart Bingham | 5:2      |
| Sieger          | 2009 | Pontin’s International Open Series 2008/09 – Event 8 | Ben Woollaston | 6:5      |
| Profiturniere   |      |                                                      |                |          |
| Zweiter         | 2009 | Pro Challenge Series 2009/10 – Event 3               | Robert Milkins | 5:3      |